# 가노 유라
가노 유라(일본어: 架乃 ゆら, 1998년 12월 28일~)는 일본의 AV 여배우이자 모델, 유튜버이다. 2021년 8월에 발표한 “독자 300명이 선택한 FLASH 2021 섹시 여배우 랭킹” 독자 투표에서 31위를 기록했으며, 같은 해 8월 실시한 월간 FANZA 발표 「이 AV여배우가 대단하다! 2021년 여름」에서는 5위를 기록했다.